# Стоян Филипов (офицер)
Стоян Филипов е български офицер (полковник), участник в Сръбско-българската (1885), Балканската война (1912 – 1913) и Междусъюзническата война (1913).

## Биография
Стоян Филипов Филипов е роден на 18 март 1859 година в Пирдоп. По време на Руско-турската война (1877 – 1878) участва като доброволец в редиците на руската армия. След Освобождението, завършва в първия випуск на Военното училище (1879) и е произведен в чин подпоручик.

### Сръбско-българска война (1885)
По време на Сръбско-българската война (1885) вече с чин капитан Стоян Филипов командва 1-ва дружина от 2-ри пехотен струмски полк и Изворския отряд. Командваните от него войски действат в района на Колуница (Бой при Колуница), като получава задача да прикрива линията Власина-Трън-Брезник и да охранява разположението на Западния корпус. На 3 ноември води боеве и при връх Цветков гроб с което успява да забави Моравската дивизия. За участието си във войната е награден с орден „За храброст“ IV степен.
През 1886 г. с дружината си взема участие в детронацията на княз Александър I Батенберг. След потушаването на метежа, 2-ри пехотински Струмски полк е разформирован, а на негово място е създаден 13-и пехотински Рилски полк, в който Филипов остава на поста си, защото сдава оръжие доброволно. След като повторно прави опит за заговор в частта си и е разкрит, емигрира в Османската империя, а след това в Русия. Уволнен от армията. По-късно се завръща в България и поема командването на 20-и пехотен полк. През 1904 година е произведен в чин полковник.

### Балкански войни (1912 – 1913)
Взема участие в Балканската война (1912 – 1913) като командир на 41-ви пехотен полк. За участието си във войната е награден с орден „За храброст“ III степен. По-късно участва и в Междусъюзническата война (1913), след което преминава в запаса.
От 30-те години Стоян Филипов сътрудничи на в. Слово. Автор е на есето „Засенчени“, разказващо за Сръбско-българската война, както и на редица ръкописи със спомени за действията на командваните от него части.
Полковник Стоян Филипов умира след 1943 година в София.

## Военни звания
- Прапоршчик (10 май 1879)
- Подпоручик (1 ноември 1879, преименуван)
- Поручик (30 август 1882)
- Капитан (30 август 1885)
- Майор
- Подполковник (1898)
- Полковник (1904)

## Награди
- Военен орден „За храброст“ III и IV степен